# Rhynchosia erecta
Rhynchosia erecta är en ärtväxtart som beskrevs av Carl Peter Thunberg. Rhynchosia erecta ingår i släktet Rhynchosia och familjen ärtväxter. Inga underarter finns listade i Catalogue of Life.